# Gold Cobra
Gold Cobra (englisch für Goldene Kobra) ist das fünfte Studioalbum der US-amerikanischen Nu-Metal-Band Limp Bizkit. Es erschien am 24. Juni 2011 über die Labels Interscope Records und Flip Records. Es ist der erste Tonträger mit neuen Liedern seit 2005 und das erste Album in Originalbesetzung seit Chocolate Starfish and the Hot Dog Flavored Water aus dem Jahr 2000.

## Hintergrund
Die Band nahm nach der EP The Unquestionable Truth (2005) eine Auszeit, während sich Fred Durst als Filmregisseur betätigte. Auch Wes Borland war mit anderen Musikprojekten beschäftigt. Seit etwa 2008 gab es Meldungen, die Band würde sich wieder zusammenfinden und ein neues Album aufnehmen. Im Februar 2009 wurde dies bestätigt. Zudem wurde der Wiedereinstieg von Wes Borland bestätigt. Die Band spielte auch eine gemeinsame Tour. In einer Pressemitteilung hieß es, die Gruppe sei „angeekelter und gelangweilter“ vom Zustand der derzeitigen Musikszene als voneinander:

„We decided we were more disgusted and bored with the state of heavy popular music than we were with each other. Regardless of where our separate paths have taken us, we recognize there is a powerful and unique energy with this particular group of people we have not found anywhere else. This is why Limp Bizkit is back.“

Die Produktion des Albums nahm etwa eineinhalb Jahre in Anspruch. Der Titel des Albums stammt von Borland. Er wurde gewählt, da er nach Meinung der Band zum Musikstil passte, hat aber keine besondere Bedeutung.

## Covergestaltung
Das Albumcover ist ein von Limp-Bizkit-Mitglied Wes Borland gemaltes Bild, das eine Kobra sowie drei Frauen, die Bikinis tragen und ihre Zungen herausstrecken, zeigt. Im Hintergrund sind Bäume, ein Segelschiff und eine Person, die die Frauen beobachtet, zu sehen. Rechts oben im Bild befindet sich der Schriftzug Limp Bizkit in Silber.

## Gastbeiträge
Während auf der Standard-Version des Albums keine Gastauftritte anderer Künstler enthalten sind, treten die Rapper Paul Wall (auf Middle Finger) und Raekwon (auf Combat Jazz) auf Bonussongs in Erscheinung.

## Titelliste
| #  | Titel         | Länge |
| -- | ------------- | ----- |
| 1  | Introbra      | 1:20  |
| 2  | Bring It Back | 2:17  |
| 3  | Gold Cobra    | 3:53  |
| 4  | Shark Attack  | 3:26  |
| 5  | Get a Life    | 4:54  |
| 6  | Shotgun       | 4:32  |
| 7  | Douche Bag    | 3:42  |
| 8  | Walking Away  | 4:45  |
| 9  | Loser         | 4:53  |
| 10 | Autotunage    | 5:00  |
| 11 | 90.2.10       | 4:18  |
| 12 | Why Try       | 2:51  |
| 13 | Killer in You | 3:46  |

Bonussongs der Deluxe-Version:
| #  | Titel         | Länge |
| -- | ------------- | ----- |
| 14 | Back Porch    | 3:22  |
| 15 | My Own Cobain | 3:40  |
| 16 | Angels        | 3:20  |

Bonussong der iTunes-Version:
| #  | Titel       | Länge |
| -- | ----------- | ----- |
| 17 | Los Angeles | 2:53  |

Bonussong der Best-Buy-Version:
| #  | Titel                           | Länge |
| -- | ------------------------------- | ----- |
| 17 | Middle Finger (feat. Paul Wall) | 4:27  |

Bonussong in Japan:
| #  | Titel                       | Länge |
| -- | --------------------------- | ----- |
| 17 | Combat Jazz (feat. Raekwon) | 2:37  |

## Chartplatzierungen und Singles
Gold Cobra stieg am 8. Juli 2011 auf Platz 1 in die deutschen Albumcharts ein und hielt sich in der folgenden Woche auf diesem, bevor es auf Rang 6 fiel. Insgesamt konnte sich das Album 17 Wochen in den Top 100 halten. In Österreich und der Schweiz belegte der Tonträger jeweils Position 2 und hielt sich zwölf Wochen in den Charts. Außerhalb des deutschsprachigen Raums konnte das Album aber nicht an die kommerziellen Erfolge der Vorgänger anknüpfen.
Am 17. Mai 2011 wurde der Song Shotgun als erste Single veröffentlicht, gefolgt von dem Titeltrack Gold Cobra am 7. Juni 2011. Beide Lieder konnten sich nicht in den Charts platzieren.

## Rezeption
Alexander Austel von laut.de bewertete das Album mit drei von möglichen fünf Punkten. Er meint, dass es aus einer starken ersten und einer schwachen zweiten Hälfte bestehe. So würden die Songs Gold Cobra, Shark Attack, Get a Life und Shotgun mit „aggressiven Raps und einem wummernden Bass“ überzeugen, während Loser und Autotunage „einem Gänsehaut bescheren – vor Ekel!“
Auf der Webseite metal.de lobte der Rezensent die Produktion des „starken“ Albums. Einschränkend hieß es: „Gold Cobra wird die Fans von Limp Bizkit zu begeistern wissen, keine Frage. Wer mit der Mucke der Amis bisher nichts anfangen konnte, dem wird auch mit Gold Cobra nicht geholfen.“ Acht von zehn Punkten wurden vergeben.